# Allée Jean-Paulhan
L'allée Jean-Paulhan est une voie du 7e arrondissement de Paris, en France.

## Situation et accès
L'allée Jean-Paulhan est une voie publique piétonne située dans le 7e arrondissement de Paris. Elle débute quai Branly et se termine avenue Silvestre-de-Sacy.

## Origine du nom
Elle porte le nom de l'écrivain et critique français Jean Paulhan (1884-1968), qui fut membre de l'Académie française.

## Historique
Cette allée du parc du Champ-de-Mars porte ce nom depuis un arrêté municipal du 2 février 1987.